# الركبة (أسلم)

تعديل مصدري - تعديل

الركبة هي إحدى قرى عزلة أسلم الشام بمديرية أسلم التابعة لمحافظة حجة، بلغ تعداد سكانها 89 نسمة حسب تعداد اليمن لعام 2004.